# Chrysopa hummeli
Chrysopa hummeli là một loài côn trùng trong họ Chrysopidae thuộc bộ Neuroptera. Loài này được Tjeder miêu tả năm 1936.